# 志布志有明インターチェンジ
志布志有明インターチェンジ（しぶしありあけインターチェンジ）は、鹿児島県志布志市にある東九州自動車道のインターチェンジ (IC)（地域活性化インターチェンジ）である。

## 概要
当初は設置計画がなかったが、志布志港・臨港工業団地からのアクセス強化や迅速な救急医療活動への支援、災害に強い道路ネットワークの構築、観光資源へのアクセス向上などを目的に整備されることとなった。

## 道路
- E78 東九州自動車道（35-1番）

## 沿革
- 2017年（平成29年）8月10日 : 国土交通省から鹿屋串良JCT方面出入口のみのハーフICとして連結許可[1]。
- 2020年（令和2年）10月23日 : 国土交通省から志布志IC方面出入口（フルIC化）が連結許可[2]。
- 2021年（令和3年）
  - 5月28日 : IC名称が「志布志有明IC」で正式決定[3]。
  - 7月17日 : 志布志IC - 鹿屋串良JCT間開通に伴い、供用開始[3]。

## 周辺
- 志布志港
- しおかぜ公園
- 有明開田の里公園
- 野井倉開田コスモスロード

## 隣
E78 東九州自動車道
(35) 志布志IC - (35-1) 志布志有明IC - (36) 大崎IC